# Cyrtanthus mackenii
Cyrtanthus mackenii är en amaryllisväxtart som beskrevs av Joseph Dalton Hooker. Cyrtanthus mackenii ingår i släktet Cyrtanthus, och familjen amaryllisväxter.

## Underarter
Arten delas in i följande underarter:
- C. m. cooperi
- C. m. mackenii

## Bildgalleri

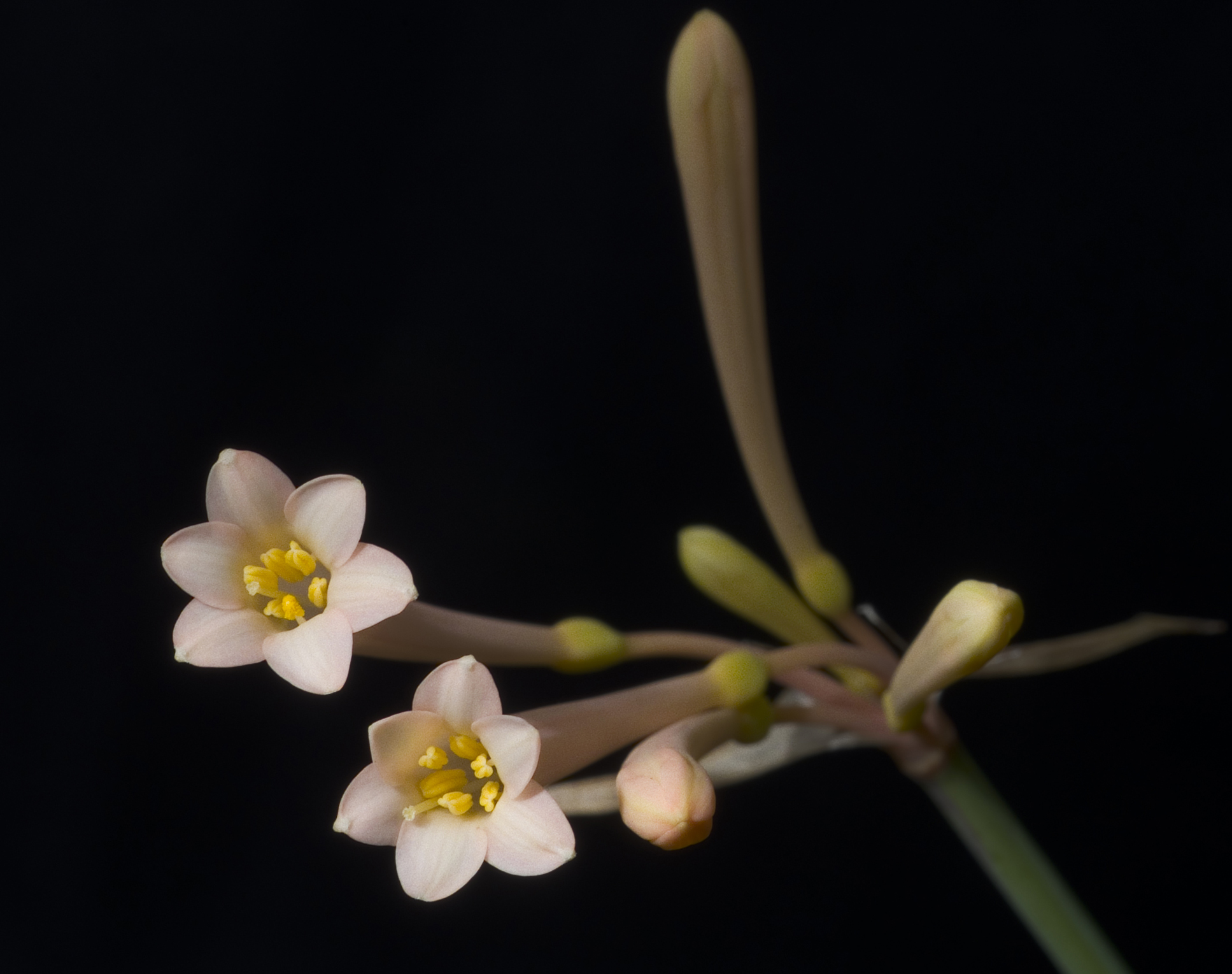
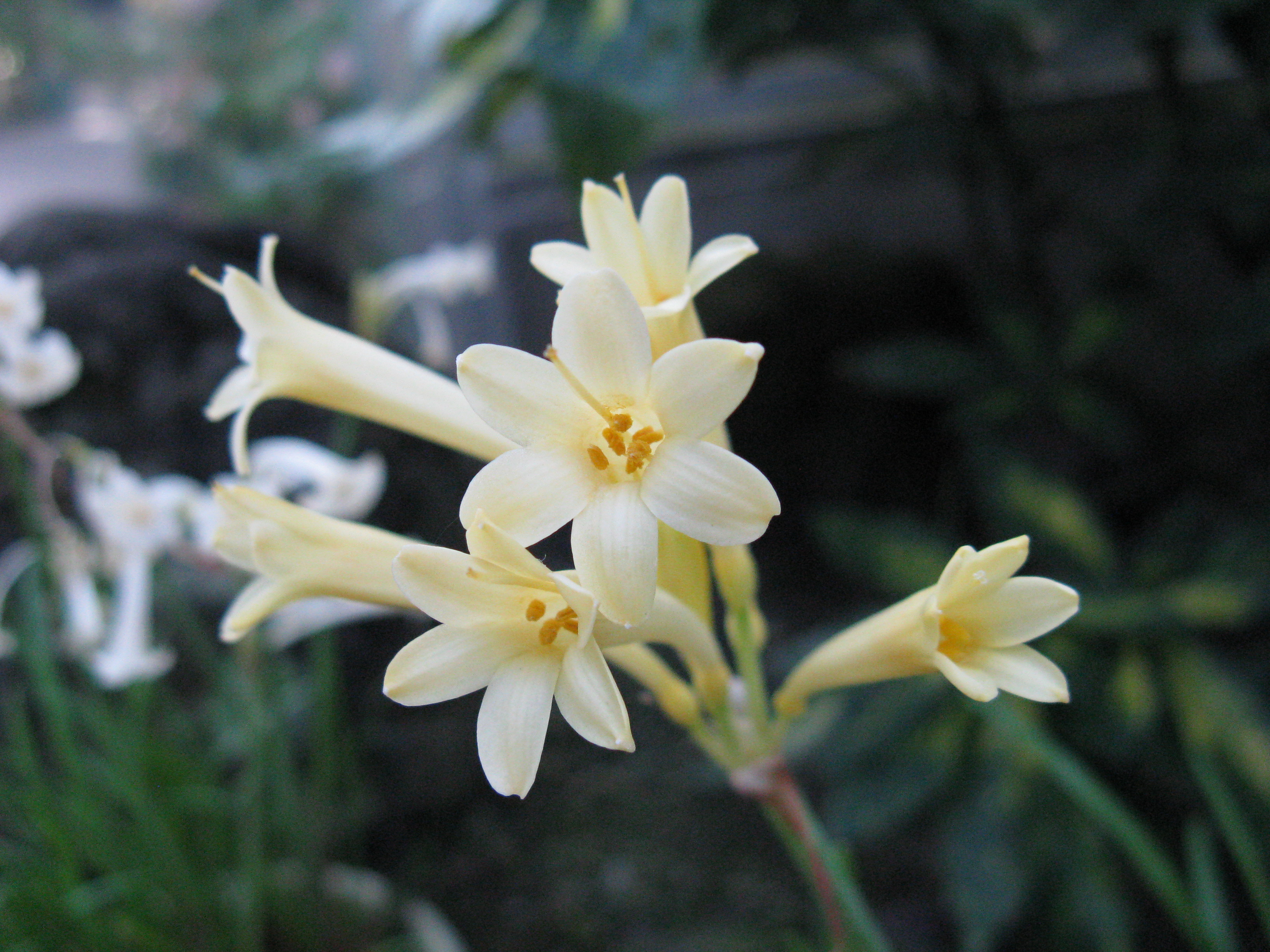
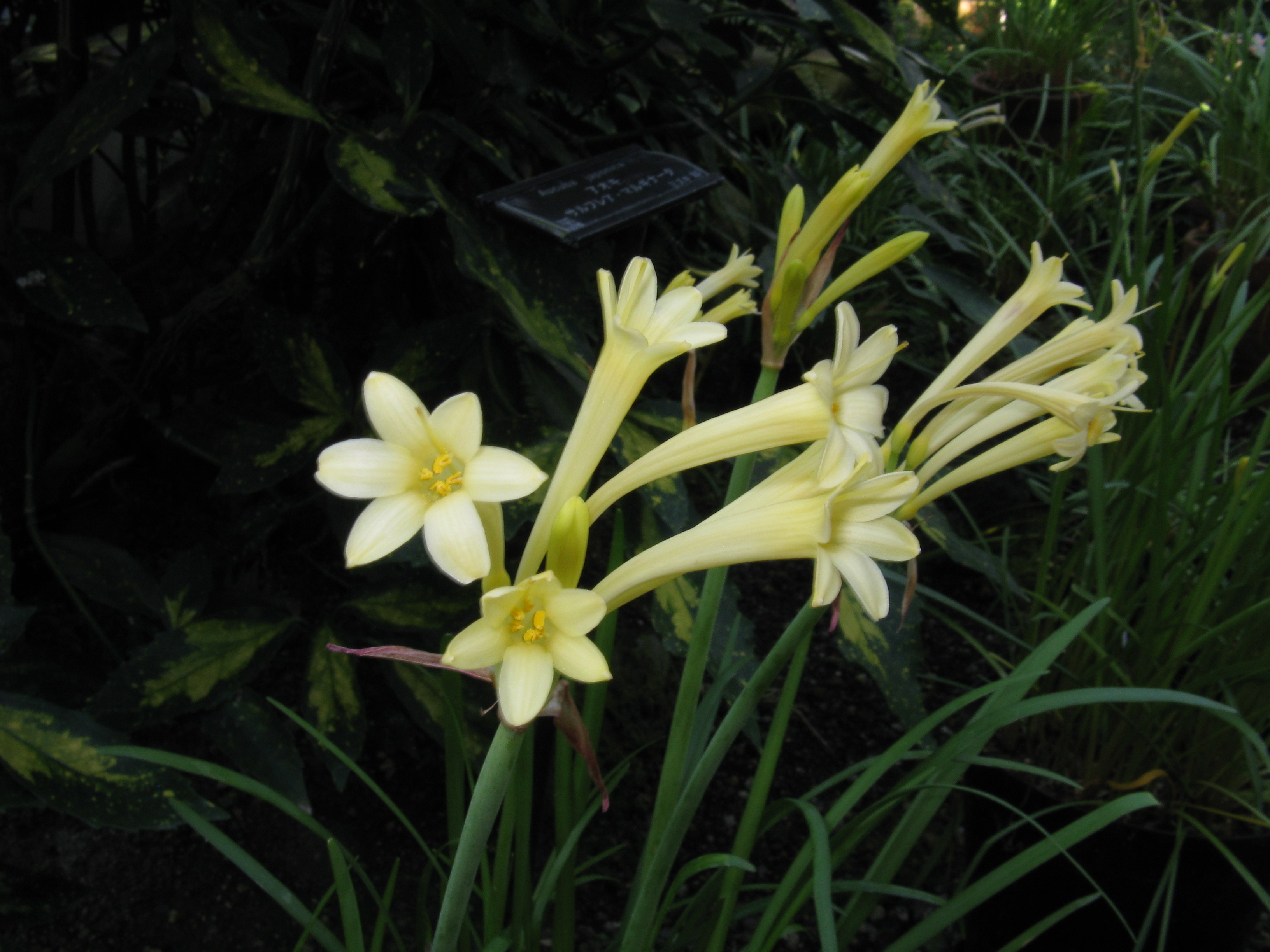
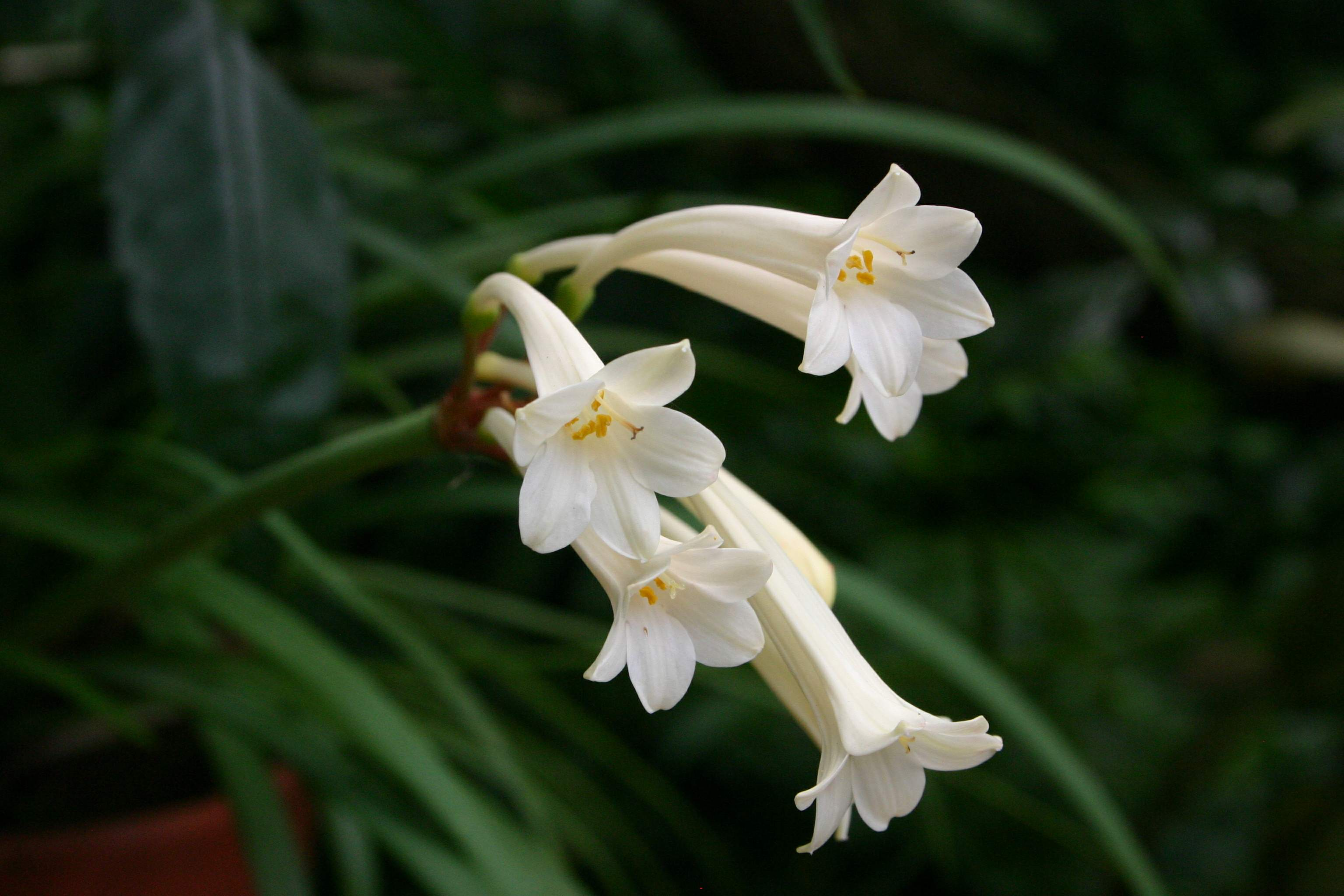
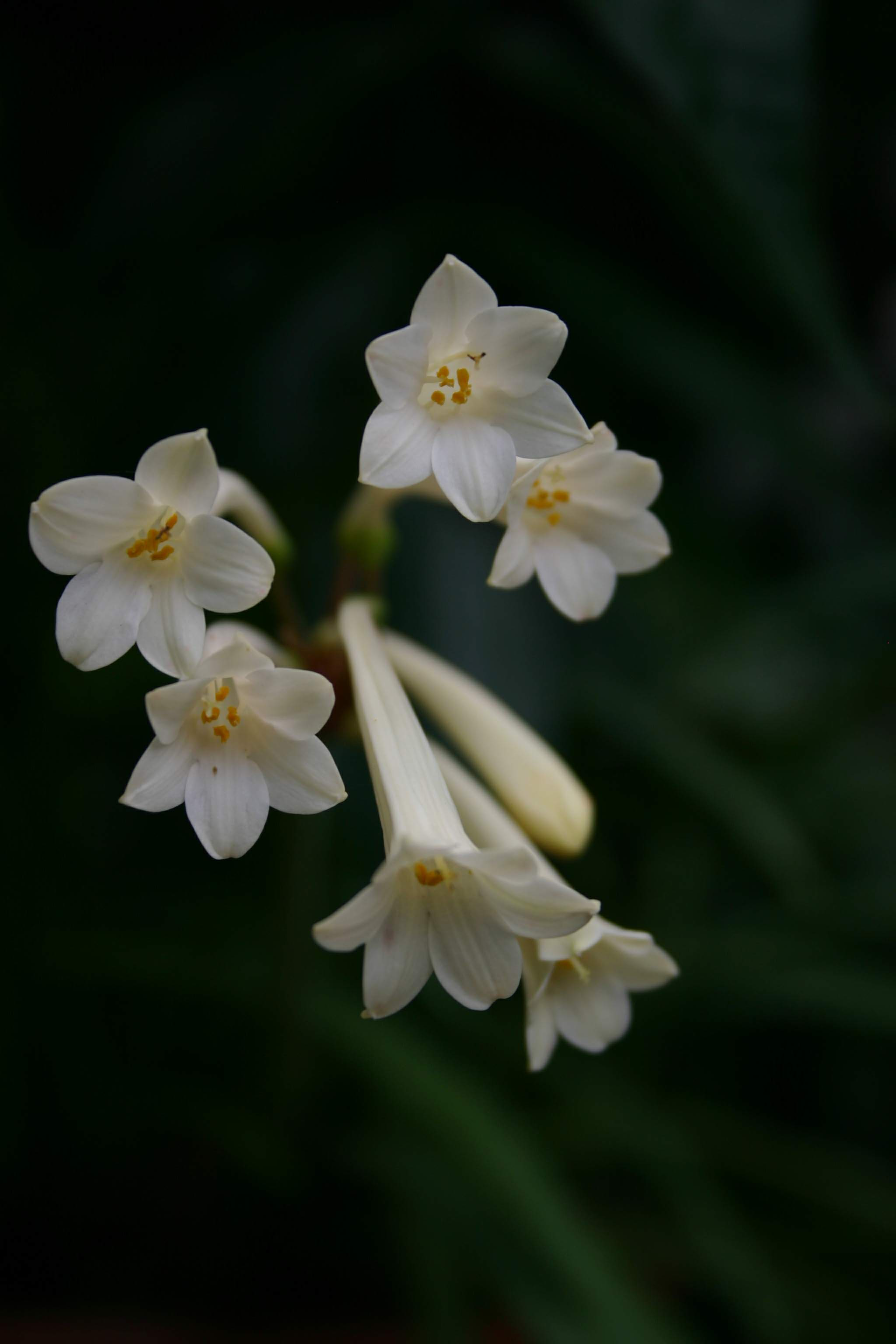